# تومي موتولا
توماس دانيال «تومي» موتولا (من مواليد 14 يوليو 1949) هو مسؤول تنفيذي في الموسيقى الأميركية , شريك في ملكية تسجيلات الدار البيضاء في مشروع مشترك مع مجموعة يونيفرسال الموسيقية , هو الزوج السابق للمغنية ماريا كاري وهو الآن متزوج من المغنية المكسيكية تاليا , ترأس سوني للترفيه الموسيقي وأيضاً الشركة التابعة لها تسجيلات كولومبيا ، منذ ما يقارب من 15 عاما .

## روابط خارجية
- تومي موتولا على موقع IMDb (الإنجليزية)
- تومي موتولا على موقع ميوزك برينز (الإنجليزية)
- تومي موتولا على موقع قاعدة بيانات برودواي على الإنترنت (الإنجليزية)
- تومي موتولا على موقع إن إن دي بي (الإنجليزية)
- تومي موتولا على موقع أول ميوزيك (الإنجليزية)
- تومي موتولا على موقع ديسكوغز (الإنجليزية)
- تومي موتولا على موقع قاعدة بيانات الفيلم (الإنجليزية)